# Universität Évry

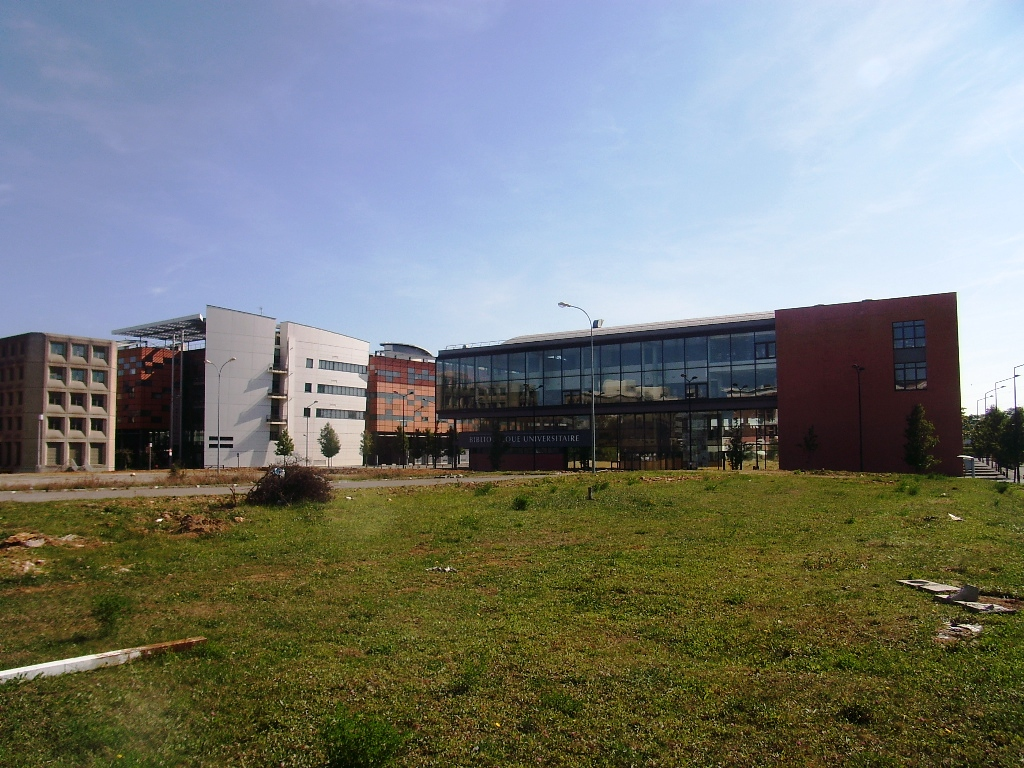
Universität Évry, Bibliothek

Die Universität Évry-Val d’Essonne (französisch Université d’Èvry-Val d’Essonne, UEVE) ist eine der vier neuen Universitäten, die im Jahre 1991 gegründet wurden, um die bestehenden Pariser Hochschulen zu entlasten.
Ihr Hauptcampus ist in der neu geschaffenen Planstadt Évry in der Präfektur Essonne.
Die UEVE ist ein assoziiertes Mitglied der Universität Paris-Saclay.
Die universitäre Forschung konzentriert sich auf drei Säulen:
- Genomforschung (in Zusammenarbeit mit dem „Genopole“)
- Naturwissenschaften und Technik
- Gesellschaftswissenschaften